# Avenue du Maréchal-Baghramyan
L'avenue du Maréchal-Baghramyan (en arménien Մարշալ Բաղրամյան պողոտա) est une des principales artères de circulation de la capitale arménienne, Erevan, nommée en l'honneur du maréchal soviétique d'origine arménienne, Hovhannes Bagramian. Elle relie le district central de la ville, le Kentron au niveau de l'Opéra et de la place de France à la place Barekamourioun.

## Description
Avec ses 3 voies de circulation dans chaque sens, l'avenue Baghramyan est une des plus larges avenues d'Erevan. Contrairement à la plupart des artères de la ville, l'avenue Baghramyan n'est pas rectiligne car elle longe l'une des collines de la ville pour monter vers le district d'Arabkir.
Cette grande avenue est peu commerçante. Elle est surtout le siège de plusieurs ambassades et consulats (Chine, Royaume-Uni, Syrie notamment) et universités, mais également celui du palais présidentiel et du bâtiment de l'Assemblée nationale.